# 代龙凯雷击事件
1994年11月2日，埃及艾斯尤特省代龙凯附近一座陆军战备油库遭遇雷击，点燃其中三个油罐。罐中柴油和飞机燃油泄漏起火，随洪水冲入村中，导致200多所房屋被毁，469人遇难。

## 雷击
1994年11月2日，埃及艾斯尤特省等地发生雷暴，长达5小时。一道闪电击中代龙凯附近27°12′N 31°00′E / 27.2°N 31.0°E，海拔78.6米处。该地靠近一处埃及石油总公司储油中心，其中共有八个油罐，为埃及陆军战略储备。八个油罐彼此间隔约60米，其中三个起火。1.5万吨燃油泄漏而出，而油库没有防液堤等二级保护设施来阻拦泄漏，使燃油混入铁路阻挡的洪水中。铁路最终垮塌，洪水和起火的燃油冲进一万人居住的代龙凯。

## 后果
当时新闻报道称死亡人数在200到500多人之间，可能是由于洪水和火灾造成的死亡人数不同。埃及卫生和人口部报告称该村发现469具遗体，世界气象组织后来采信为死亡人数。艾斯尤特等地还有63人因风暴丧生。代龙凯200多所房屋被毁，该村及周边地区的两万名居民逃往艾斯尤特。一个油罐持续燃烧到深夜，消防员决定最好让它直接烧光，但有人担心它会点燃其余五个油罐。由于暴风雨和雷击，艾斯尤特省长宣布进入紧急状态。
世界气象组织认定有469人因雷击死亡，并指出这场灾难是有记录以来（1873年）最严重的雷击致死事件。单次雷击直接致死的最严重事件于1975年发生在津巴布韦，导致一间小屋中避雨的21人遇难。

## 注解
1. 1 2 3 4  . The Independent. 1994-11-03  [2022-02-02]. （原始内容存档于2022-02-03） （英语）.
2. 1 2 3 4 5 6  . World Meteorological Organization's World Weather & Climate Extremes Archive.   [2022-02-02]. （原始内容存档于2022-02-01）.
3. ↑  WS Atkins Consultants Ltd.  (PDF) (报告): ((C-6–C-7)). 2001  [2022-02-02]. HSE Contract Research Report 2001/324. （原始内容 (PDF)存档于2022-01-20）. There was no secondary containment in place to contain the release. If well designed bunding and good drainage systems had been in place, the burning fuel may have been contained on the site without spreading the fire.
4. ↑  . World Meteorological Organization. 2022-01-31  [2022-02-02]. （原始内容存档于2022-02-10） （英语）.